# 玛策禄一世
教宗聖才祿一世（拉丁語：Sanctus Marcellus PP. I；255年—309年1月16日），308年5月27日－309年1月16日在位為教宗。

## 譯名列表
- 一世：梵蒂冈广播电台 作。
- 一世：香港天主教教區檔案　歷任教宗 作。
- 馬塞盧斯一世：《大英簡明百科知識庫》2005年版[永久] 作馬塞盧斯。
- 马塞勒斯一世：《世界人名翻譯大辭典》1993年版作马塞勒斯。

| 天主教會職銜      | 天主教會職銜                             | 天主教會職銜      |
| ----------------- | ---------------------------------------- | ----------------- |
| 前任者： 教宗才林 | 罗马主教 教宗 308年5月27日－309年1月16日 | 繼任者： 教宗恩彪 |